# Plan Balcerowicz

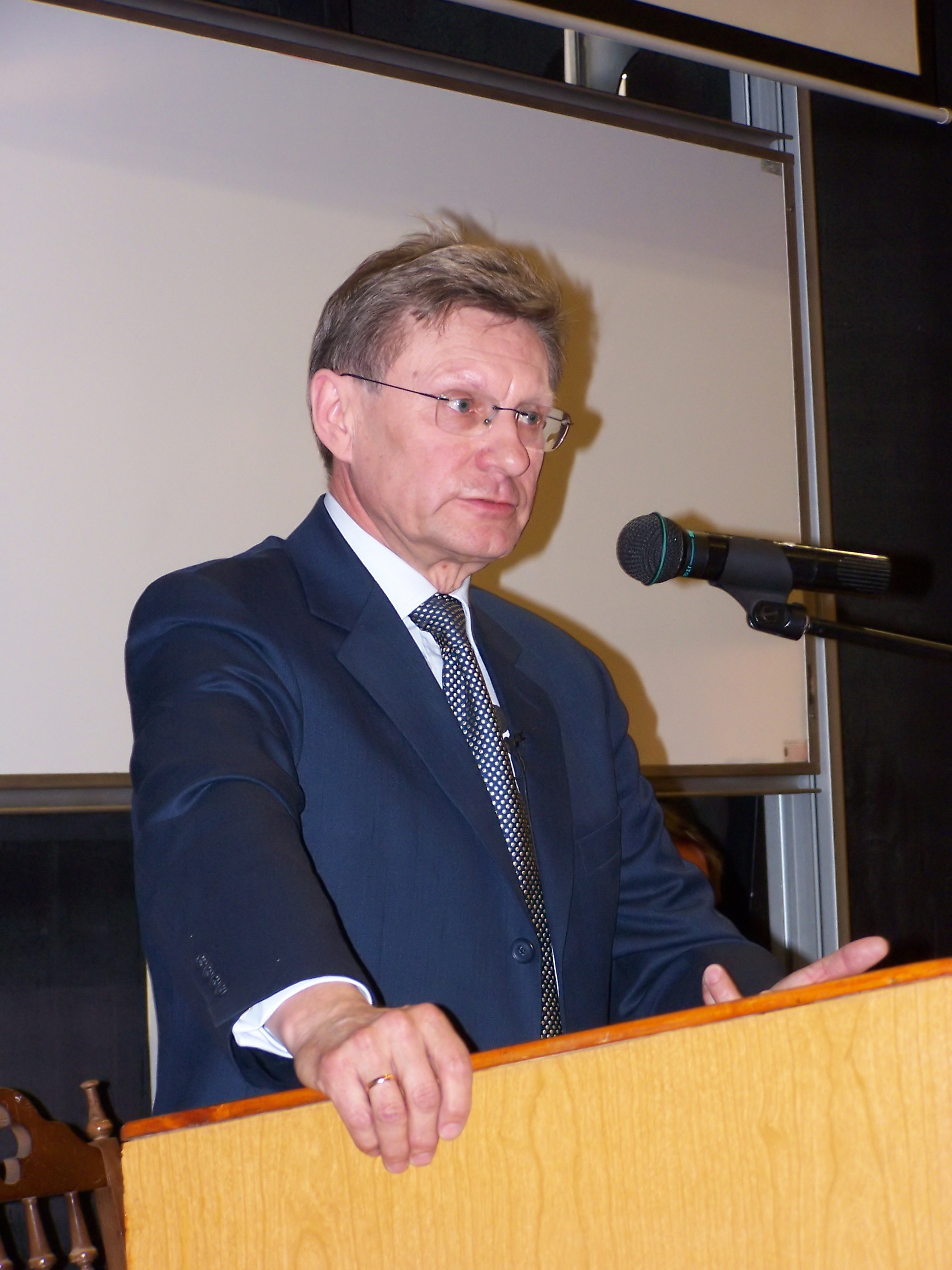
Leszek Balcerowicz

Le plan Balcerowicz (en polonais : Plan Balcerowicza), appelé également « le traitement de choc », était une tentative de passer rapidement d'une économie communiste, fondée sur la propriété d'État et la planification centralisée, à une économie de marché capitaliste. Ce plan adopté en Pologne en 1989, porte le nom de son auteur, le ministre et économiste polonais Leszek Balcerowicz.
Une transition aussi rapide fut difficile pour les pays qui les mirent en œuvre, comme la Pologne. Bien des pays qui appliquèrent un plan du même type connurent de façon dramatique l'instabilité et la pauvreté avant de pouvoir retrouver la croissance économique.

## Arrière-plan
Après 45 ans de régime communiste, l'économie de la Pologne était complètement inadaptée à l'intégration dans un marché mondial fondé sur le capitalisme. Le taux d'inflation avait atteint 639,6 % et ne cessait de croître. La majorité des monopoles et des entreprises d'État étaient largement inefficaces et leur technologie tout à fait obsolètes. Même s'il n'y avait pratiquement aucun chômage en Pologne, les salaires étaient bas et l'économie de pénurie avait eu comme résultat que même les produits de consommation courante manquaient pour la plupart dans les magasins. L'échec du gouvernement communiste aux élections du 4 juin 1989 rendit clair que le régime en place n'était plus légitime.
Des pourparlers officieux qui eurent lieu à Magdalenka, puis les discussions de la Table ronde polonaise de 1989, permirent de transmettre pacifiquement le pouvoir au gouvernement démocratiquement élu. Au départ il fut convenu que ce seraient Tadeusz Mazowiecki et l'opposition qui formeraient le gouvernement, tandis que le poste de président de la République serait donné à l'ancien premier secrétaire du Parti ouvrier unifié polonais, le général Wojciech Jaruzelski.

## Le plan
En septembre 1989 une commission d'experts fut constituée sous la présidence de Leszek Balcerowicz, l'économiste le plus écouté de Pologne qui était ministre des Finances et vice-premier ministre. Parmi les membres de la commission on trouvait George Soros et Jeffrey Sachs ainsi que Stanisław Gomułka, Stefan Kawalec et Wojciech Misiąg. La commission prépara un vaste plan de réformes susceptible de mener rapidement l'économie de la Pologne d'une planification centrale dépassée et inefficace au capitalisme tel qu'il avait été adopté par les États d'Europe occidentale et d'Amérique.
Le 6 octobre le programme fut présenté à la télévision publique et, en décembre, le Sejm passa un bloc de lois comprenant 11 actes, qui tous furent signés par le président le 31 décembre 1989. Il s'agissait de :
1. L'acte sur l'Économie financière à l'intérieur des sociétés appartenant à l'État. Il leur permettait de se déclarer en faillite et mettait fin à la fiction selon laquelle elles étaient capables d'exister même si leur efficacité et leur rendement étaient voisines de zéro.
2. L'acte sur le Droit bancaire, qui interdisait à la Banque centrale nationale de financer le déficit budgétaire et défendait de recourir à la planche à billets.
3. L'acte sur les taux de crédits, qui abolissait les avantages légaux en matière de crédits en faveur des sociétés d'État et qui liait les taux d'intérêt à l'inflation.
4. L'acte sur la taxation des hausses de salaire excessives, introduisant ce que l'on appelle taxe Popiwek et limitant la hausse des salaires dans les sociétés d'État pour mettre un frein à l'hyperinflation.
5. L'acte sur les nouvelles règles de taxation, qui introduisait une taxation commune pour toutes les sociétés et abolissait les taxes spéciales qu'une simple décision administrative pouvait auparavant appliquer aux compagnies privées.
6. L'acte sur les activités économiques des investisseurs étrangers, qui permettait aux sociétés étrangères et aux particuliers d'investir en Pologne et de rapatrier leurs profits à l'étranger.
7. L'acte sur les devises étrangères, rendant le zloty convertible à l'intérieur du pays et abolissant le monopole de l'État dans le commerce international.
8. L'acte sur la législation douanière, qui créait un tarif douanier uniforme pour toutes les entreprises.
9. L'acte sur l'emploi, qui réglementait les charges des agences pour l'emploi.
10. L'acte portant sur les circonstances particulières dans lesquelles un ouvrier pouvait être licencié, qui protégeait les ouvriers des entreprises d'État contre des licenciements massifs et garantissait des indemnités de chômage et une indemnité de licenciement.

Vers la fin décembre le plan fut approuvé par le Fonds monétaire international. Le soutien du FMI était d'une importance particulière parce que la dette du pays vis-à-vis de plusieurs banques étrangères et de plusieurs gouvernements étrangers se chiffrait en 1989 à un montant de 42,3 milliards de dollars US (soit 64,8 % du PIB). Le FMI accorda à la Pologne un fonds de stabilisation d'un milliard de dollars US et un crédit stand-by supplémentaire de 720 millions de dollars US. Par la suite la Banque mondiale accorda à la Pologne des crédits supplémentaires pour moderniser ses exportations d'objets fabriqués et de produits alimentaires. De nombreux gouvernements se conformèrent à ses décisions et remboursèrent une partie de l'ancienne dette communiste (environ 50 % du capital dû et tous les intérêts accumulés jusqu'en 2001).

## Les conséquences

### Positives
Les réformes votées en bloc par le parlement limitèrent de façon radicale l'influence de l'État sur l'économie. Le plan laissa libre la fixation de prix pour un grand nombre de produits, ce qui leur permit de s'aligner sur les cours du marché sans obéir aux ordres de l'Office de la statistique. La dette intérieure, elle aussi, fut considérablement limitée, à environ 3 % de PNB, grâce à une réduction sur les subventions publiques accordées au charbon, à l'électricité et au pétrole. Au départ le coût social des réformes apparut comme extrêmement élevé et c'est à peu près 1,1 million d'ouvriers qui perdirent leurs emplois dans les sociétés d'État. Bien que l'inflation eût semblé échapper à tout contrôle, peu à peu l'économie polonais commença à se remettre sur les rails. En 1992, plus de 600 000 sociétés privées avaient déjà été mises en place, fournissant du travail à environ 1,5 million de personnes.
Dans leur majorité les économistes s'accordent à dire que cette thérapie de choc a sacrifié des gains à court terme au profit de la croissance à long terme, mais que sans elle la Pologne aujourd'hui serait un pays beaucoup plus pauvre. À titre d'exemple, c'est la Pologne qui, entre 1989 et 2000, connaissait le taux de croissance annuel le plus élevé de toutes les économies post-communistes.

### Négatives
Les réformes ont été très contestées par certains populistes et Balcerowicz est devenu la cible d'un grand nombre d'attaques politiques. Les difficultés engendrées par son plan ont conduit Andrzej Lepper, chef d'un parti qui avait pris le nom d'Autodéfense (Samoobrona), à créer le slogan : « Il faut que Balcerowicz s'en aille » (Balcerowicz musi odejść).
La vague de faillites qui a frappé des géants industriels, propriétés de l'État et mal organisés, a jeté au chômage environ 20 % des Polonais. Le changement s'est fait surtout sentir dans les zones rurales du pays, collectivisées auparavant par les communistes avec création de fermes appartenant à l'État. Les critiques pourtant soulignent souvent le fait que les réformes de 1990 n'ont seulement mis au grand jour le chômage qui existait sous une forme dissimulée à l'époque communiste.
Les études du plan Balcerowicz donnent comme exemple la Russie comme un pays qui a privatisé son industrie d'une façon analogue et est vite devenu un partenaire dans le capitalisme. La Russie avait le même conseiller économique que Balcerowicz, Jeffrey Sachs, et ses plans de réforme ressemblaient à ceux de la Pologne. Finalement Jeffrey Sachs a reconnu que son avis n'était pas juste (The End of Poverty: Economic Possibilities for Our Time), ce qui par la suite a suscité de nouvelles discussions sur les réformes de Balcerowicz. De nombreux économistes (par exemple le prix Nobel Joseph Stiglitz) soutiennent que l'arrêt de la réforme a permis à la Pologne d'éviter le même sort que la Russie. Pourtant, selon certains rapports, la Russie n'aurait pas réalisé sa réforme de choc de la même manière que la Pologne (Russia is not Poland, and That's Too Bad, Michael M. Weinstein, New York Times, p. 5, 30 août 1998). De plus, les réformes entreprises dans des pays comme la Hongrie et la République tchèque sont considérées comme des modèles meilleurs pour la transition économique. Parmi les principaux critiques polonais de Balcerowicz on trouve Grzegorz Kolodko, prof. Zdzisław Sadowski et Ryszard Bugaj. Certains néanmoins font remarquer le cas de pays où une réforme rapide a échoué, comme l'Ukraine, la Roumanie et la Bulgarie ; leurs économies respectives sont dans des conditions bien plus mauvaises que celles de la Pologne. Les problèmes transitionnels auxquels la Pologne doit faire face seraient dus à des taxes trop élevées, des lois restrictives sur le travail et un manque de liberté économique, tout ce qui a caractérisé la période allant de 1990 à 1993[réf. nécessaire].
Quelques années plus tard, Balcerowicz a reconnu qu'il avait négligé de prendre en compte dans ses calculs l'élément de la motivation humaine[réf. nécessaire].
Dynamics of GDP (according to PPP in USD) in selected countries  - "GGDC"
| Année   | Pologne | Hongrie  | République tchèque | Russie   | Ukraine  | Belarus  | Finlande |
| ------- | ------- | -------- | ------------------ | -------- | -------- | -------- | -------- |
| 1990    | -9,68 % | -6,67 %  | -1,20 %            | -3,00 %  | -3,60 %  | -1,90 %  | +0,01 %  |
| 1991    | -7,02 % | -11,90 % | -11,61 %           | -5,00 %  | -8,70 %  | -1,40 %  | -6,39 %  |
| 1992    | +2,51 % | -3,06 %  | -0,51 %            | -14,50 % | -9,90 %  | -9,60 %  | -3,81 %  |
| 1993    | +3,74 % | -0,58 %  | +0,06 %            | -8,70 %  | -14,20 % | -7,60 %  | -1,24 %  |
| 1994    | +5,29 % | +2,95 %  | +2,22 %            | -12,70 % | -22,90 % | -11,70 % | +3,94 %  |
| 1995    | +6,95 % | +1,49 %  | +5,94 %            | -4,10 %  | -12,20 % | -10,40 % | +3,45 %  |
| 1996    | +6,00 % | +1,32 %  | +4,16 %            | -3,60 %  | -10,00 % | +2,80 %  | +3,79 %  |
| 1990-96 | +6,61 % | -16,11 % | -1,94 %            | -41,94 % | -58,55 % | -34,29 % | -0,75 %  |

Comparaison de l'inflation à la fin de l'année dans différents pays
| Année | Pologne | République tchèque | Slovaquie | Hongrie | Bulgarie | Roumanie |
| ----- | ------- | ------------------ | --------- | ------- | -------- | -------- |
| 1989  | 640,0 % | 1,5 %              | 1,5 %     | 18,9 %  | 10,0 %   | 0,6 %    |
| 1990  | 249,0 % | 18,4 %             | 18,4 %    | 33,4 %  | 72,5 %   | 37,6 %   |
| 1991  | 60,4 %  | 52,0 %             | 58,3 %    | 32,2 %  | 339,0 %  | 222,8 %  |
| 1992  | 44,3 %  | 12,7 %             | 9,2 %     | 21,6 %  | 79,0 %   | 199,2 %  |
| 1993  | 37,6 %  | 18,2 %             | 24,8 %    | 21,1 %  | 64,0 %   | 295,5 %  |

Dynamics of employes number in selected countries - "GGDC"
| Période | Pologne | Hongrie | République tchèque | Russie  | Ukraine | Biélorussie | Finlande |
| ------- | ------- | ------- | ------------------ | ------- | ------- | ----------- | -------- |
| 1990-96 | -15,3 % | -26,2 % | -10,2 %            | -12,3 % | - 8,4 % | -16,1 %     | -16,4 %  |

Taux de chômage dans les pays sélectionnés
| Année | Pologne | Hongrie | République tchèque | Slovaquie | Bulgarie | Finlande |
| ----- | ------- | ------- | ------------------ | --------- | -------- | -------- |
| 1991  | 12,2 %  | 6,1 %   | 3,8 %              | 9,6 %     | 8,5 %    | 6,6 %    |
| 1992  | 14,3 %  | 11,8 %  | 2,6 %              | 10,6 %    | 14,3 %   | 11,7 %   |
| 1993  | 16,4 %  | 12,9 %  | 3,2 %              | 13,9 %    | 15,7 %   | 16,3 %   |
| 1994  | 16,0 %  | 10,9 %  | 3,2 %              | 14,5 %    | 13,4 %   | 16,6 %   |
| 1995  | 14,9 %  | 10,9 %  | 3,1 %              | 14,8 %    | 14,1 %   | 15,4 %   |

## Référence de traduction
- (en) Cet article est partiellement ou en totalité issu de l’article de Wikipédia en anglais intitulé « Balcerowicz Plan » (voir la liste des auteurs).